# Посёлок Висленского лесничества
Висленского лесничества — посёлок в Бобровском районе Воронежской области России.
Входит в состав Слободского сельского поселения.

## География
На территории Висленского лесничества находится памятник природы «Морозовская роща».
Эта территория впервые выделена как памятник природы решением Воронежского облисполкома № 55 от 21 января 1969 года.

## Население
| 2005 | 2010 |
| ---- | ---- |
| 24   | ↘18  |